# Дмитриев, Сергей Николаевич (химик)
Сергей Николаевич Дмитриев (род. 17 января 1954 года в Калинине) — учёный-химик, директор Лаборатории ядерных реакций имени Г. Н. Флёрова ОИЯИ, лауреат премии имени В. Г. Хлопина (2013), вице-директор ОИЯИ (2020).Избран членом-корреспондентом РАН 29 мая 2025 года. .

## Биография
Родился 17 января 1954 года в Калинине.
В 1977 году — окончил Московский химико-технологический институт, инженерный физико-химический факультет.
С 1977 по 1980 годы — аспирант, младший научный сотрудник МХТИ.
В 1980 году — защитил кандидатскую диссертацию (химические науки), тема: «Гидратация, распределение и разделение Zr и Hf при экстракции из сульфатных и нитратных сред».
В 1996 году — защитил докторскую диссертацию (физико-математические науки), тема: «Получение ультрачистых изотопов 237Pu и 236Pu для изучения метаболизма плутония и радиоэкологических исследований».
В 2000 году — присвоено учёное звание профессора.
С 1980 по 2020 год работал в Лаборатории ядерных реакций ОИЯИ, пройдя путь от младшего научного сотрудника до директора Лаборатории (с 2007).
В настоящее время вице-директор Объединённого института ядерных исследований (ОИЯИ).
Научные интересы — фундаментальные ядерно-химические исследования, сверхтяжелые элементы, ядерные реакции, взаимодействия тяжелых ионов с веществом, прикладные ядерно- физические исследования. Автор более 200 научных трудов.

### Общественная деятельность
С 1995 года — член Королевского химического общества (FRSC) (Великобритания).
С 2004 года — член редколлегии журнала «Радиохимия».
С 1997 по 2005 годы — профессор РХТУ имени Д. И. Менделеева.

## Награды
- Премия имени Г. Н. Флерова (за 2007 год, в составе группы) — за цикл работ «Радиохимические исследования в физике тяжелых ионов»[3]
- Премия имени В. Г. Хлопина (2013) — за цикл работ «Идентификация и изучение химических и ядерно-физических свойств новых сверхтяжелых элементов Периодической таблицы элементов Д. И. Менделеева»
- Премии ОИЯИ
- медаль ордена «За заслуги перед Отечеством» II степени (2012)[4]
- медаль ордена «За заслуги перед Отечеством» I степени (2018)[5]
- орден Дружбы (2025)[6]